# 매니 마차도
마누엘 아르투로 마차도(Manuel Arturo Machado, 1992년 7월 6일 ~ )는 내셔널 리그
샌디에이고 파드리스에서 3루수 겸 유격수로 뛰는 미국인 프로 야구 선수로, 우투우타이다.

## 아마야구 시절
마이애미의 브리토 고등학교를 다녔고, 2010년 메이저 리그 베이스볼 드래프트에서 전체 3순위로 볼티모어 오리올스의 지명을 받았다.

## 메이저리그 베이스볼시절
볼티모어 오리올스에서 주로 3루수로 출장하여 팀의 프랜차이즈 스타로 자리매김하였다. 꾸준한 타격성적과 준수한 수비력을 겸비하였으며 골든글러브와 플래티넘 글러브 수상 경력도 보유하고 있다. 2016년 ~ 2017년에는 현재 KBO리그 LG 트윈스에서 뛰고 있는 김현수와 한솥밥을 먹기도 하였다.
2018시즌 중에 로스엔젤레스 다저스(LA 다저스)로 트레이드되었고 좋은 모습을 보여주었다. 그 후 FA에 나왔고 브라이스 하퍼와 함께 FA 최대어로 많은 관심을 받게 되었다. 최종적으로 샌디에이고 파드리스와 10년 300M으로 대형계약을 맺으면서 샌디에이고에서 뛰게 되었다.

## 수상 경력
- 메이저리그 필딩 바이블 어워드 1회 (2013년)
- 메이저리그 ALL-퍼스트 팀 2회 (2020년, 2022년)
- 아메리칸 리그 골드글러브 2회 (2013년, 2015년)
- 아메리칸 리그 플래티넘글러브 1회 (2013년)
- 아메리칸 리그 올스타 4회 (2013년, 2015년, 2016년, 2018년)
- 내셔널 리그 실버슬러거 1회 (2020년)
- 내셔널 리그 올스타 2회 (2021년, 2022년)

## 연도별 타격 성적
| 연 도     | 소 속     | 경 기 | 타 석 | 타 수 | 득 점 | 안 타 | 2 루 타 | 3 루 타 | 홈 런 | 루 타 | 타 점 | 도 루 | 도 루 자 | 희 생 번 | 희 생 플 | 볼 넷 | 고 4 | 사 구 | 삼 진 | 병 살 타 | 타 율 | 출 루 율 | 장 타 율 | O P S |
| --------- | --------- | ----- | ----- | ----- | ----- | ----- | ------- | ------- | ----- | ----- | ----- | ----- | -------- | -------- | -------- | ----- | ---- | ----- | ----- | -------- | ----- | -------- | -------- | ----- |
| 2012년    | BAL       | 51    | 202   | 191   | 24    | 50    | 8       | 3       | 7     | 85    | 26    | 2     | 0        | 1        | 1        | 9     | 0    | 0     | 38    | 6        | .262  | .294     | .445     | .739  |
| 2013년    | BAL       | 156   | 710   | 667   | 88    | 189   | 51      | 3       | 14    | 288   | 71    | 6     | 7        | 9        | 3        | 29    | 0    | 2     | 113   | 15       | .283  | .314     | .432     | .746  |
| 2014년    | BAL       | 82    | 354   | 327   | 38    | 91    | 14      | 0       | 12    | 141   | 32    | 2     | 0        | 2        | 2        | 20    | 2    | 3     | 68    | 13       | .278  | .324     | .431     | .755  |
| 2015년    | BAL       | 162   | 713   | 633   | 102   | 181   | 30      | 1       | 35    | 318   | 86    | 20    | 8        | 2        | 4        | 70    | 2    | 4     | 111   | 17       | .286  | .359     | .502     | .861  |
| 통산：4년 | 통산：4년 | 451   | 1979  | 1818  | 252   | 511   | 103     | 7       | 68    | 832   | 215   | 30    | 15       | 14       | 10       | 128   | 4    | 9     | 330   | 51       | .281  | .330     | .458     | .788  |

- 2015년 기준, 굵은 글씨는 시즌 최고 성적.